# دابس
دابس Dubs هو اسم التميمة الحية الرسمية لجامعة واشنطن. وهو عبارة عن كلب من نوع ملموت ألاسكي.

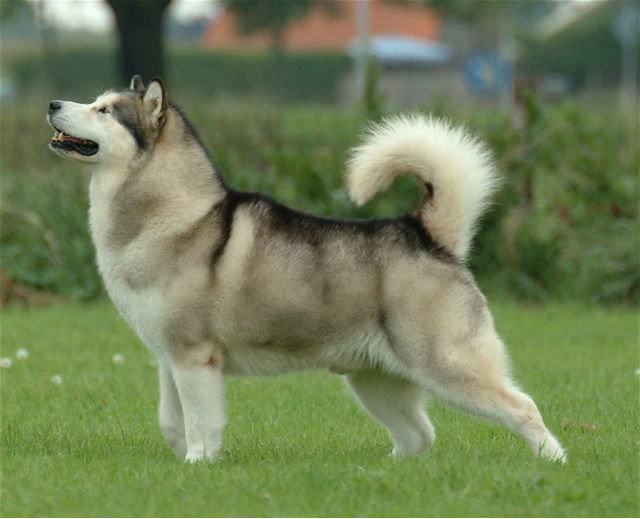
كلب من سلالة ملموت ألاسكي

ومنذ تقديمه لأول مرة في فبراير 2009،  قاد فريق كرة القدم إلى الملعب أثناء المباريات على أرضه. ويستخدم فريق ذا هاسكيز (وهو فريق كرة القدم الأمريكية لجامعة واشنطن) كلاب الملموت الألاسكي كتميمة حية لأنها "الأكبر والأقوى بين جميع سلالات الهاسكي." 
 